# گانتر دروز
گانتر دروز (انگلیسی: Günter Drews؛ زادهٔ ۹ ژوئیهٔ ۱۹۶۷) بازیکن فوتبال اهل آلمان است.
از باشگاه‌هایی که در آن بازی کرده‌است می‌توان به باشگاه فوتبال هانوفر ۹۶، باشگاه فوتبال گروتر فورث، باشگاه فوتبال بایر ۰۴ لورکوزن، و باشگاه فوتبال نورنبرگ اشاره کرد.
وی همچنین در تیم ملی فوتبال زیر ۲۱ سال آلمان بازی کرده‌است.